# Tiết Cư Chính
| Nhị thập tứ sử | Nhị thập tứ sử | Nhị thập tứ sử              | Nhị thập tứ sử |
| -------------- | -------------- | --------------------------- | -------------- |
| STT            | Tên sách       | Tác giả                     | Số quyển       |
| 1              | Sử ký          | Tư Mã Thiên                 | 130            |
| 2              | Hán thư        | Ban Cố                      | 100            |
| 3              | Hậu Hán thư    | Phạm Diệp                   | 120            |
| 4              | Tam quốc chí   | Trần Thọ                    | 65             |
| 5              | Tấn thư        | Phòng Huyền Linh (chủ biên) | 130            |
| 6              | Tống thư       | Thẩm Ước                    | 100            |
| 7              | Nam Tề thư     | Tiêu Tử Hiển                | 59             |
| 8              | Lương thư      | Diêu Tư Liêm                | 56             |
| 9              | Trần thư       | Diêu Tư Liêm                | 36             |
| 10             | Ngụy thư       | Ngụy Thâu                   | 114            |
| 11             | Bắc Tề thư     | Lý Bách Dược                | 50             |
| 12             | Chu thư        | Lệnh Hồ Đức Phân (chủ biên) | 50             |
| 13             | Tùy thư        | Ngụy Trưng (chủ biên)       | 85             |
| 14             | Nam sử         | Lý Diên Thọ                 | 80             |
| 15             | Bắc sử         | Lý Diên Thọ                 | 100            |
| 16             | Cựu Đường thư  | Lưu Hú (chủ biên)           | 200            |
| 17             | Tân Đường thư  | Âu Dương Tu, Tống Kỳ        | 225            |
| 18             | Cựu Ngũ Đại sử | Tiết Cư Chính (chủ biên)    | 150            |
| 19             | Tân Ngũ Đại sử | Âu Dương Tu (chủ biên)      | 74             |
| 20             | Tống sử        | Thoát Thoát (chủ biên)      | 496            |
| 21             | Liêu sử        | Thoát Thoát (chủ biên)      | 116            |
| 22             | Kim sử         | Thoát Thoát (chủ biên)      | 135            |
| 23             | Nguyên sử      | Tống Liêm (chủ biên)        | 210            |
| 24             | Minh sử        | Trương Đình Ngọc (chủ biên) | 332            |
| -              | Tân Nguyên sử  | Kha Thiệu Mân (chủ biên)    | 257            |
| -              | Thanh sử cảo   | Triệu Nhĩ Tốn (chủ biên)    | 529            |

Tiết Cư Chính (chữ Hán: 薛居正; bính âm: Xuē Jū Zhèng; 912 – 12 tháng 7 năm 981), tự là Tử Bình (子平), người Tuấn Nghi, Khai Phong (nay thuộc Khai Phong, tỉnh Hà Nam), là nhà sử học thời Bắc Tống, đỗ Tiến sĩ vào năm Thanh Thái nhà Hậu Đường. Cha ông, Tiết Nhân Khiêm là Tân khách Thái Tử của nhà Hậu Chu. Thời Hậu Chu làm quan tới Hình bộ thị lang. Trong thời nhà Tống, ông được bổ nhiệm làm Lại bộ thị lang, Binh bộ thị lang và Hộ bộ thị lang. Năm Khai Bảo thứ sáu (973) được nâng lên làm Môn hạ thị lang, Tham tri chính sự , Tiết Cư Chính, Lư Đa Tốn, Hỗ Mông phụng mệnh triều đình tham gia vào việc trông coi, tu sửa và biên soạn bộ chính sử "Ngũ Đại sử". Ngoài ra Ngũ Đại sử còn có tên gọi khác là "Lương Đường Tấn Hán Chu thư". Người đời sau đổi lại thành "Cựu Ngũ Đại sử" để phân biệt với bộ "Tân Ngũ Đại sử" của Âu Dương Tu
Ông từng đảm nhiệm chức Đồng Bình chương sự. Năm đầu Thái Bình Hưng Quốc (976), ông được nâng lên làm Tư không. Sau trúng độc chết ở Đan Sa, vua Tống Thái Tông ban chức Thái úy, Trung thư lệnh, đặt tên thụy là Văn Huệ. Con nụôi là Tiết Duy Cát thu thập các tác phẩm của cha mình khi ông còn sống làm thành sách, gọi là "Văn Huệ Tập"  hiện đã thất lạc. Năm Hàm Bình thứ hai (999) triều đình ra chiếu dựng đình miếu thờ cúng ông.